# Пронюшкін Олександр Юрійович
Олександр Юрійович Пронюшкін (31 липня 1987 , Муром, Владимирська область ) — російський політик, член Ради Федерації (з 2018 року).

## Біографія
У 2009 році закінчив Володимирський державний університет за спеціальністю «Економіка та управління на підприємстві», у 2011 році заочно здобув там же вищу юридичну освіту, у 2021 році закінчив магістратуру Російської академії народного господарства та державної служби за Президента РФ за напрямом Міжнародні відносини.
У 2012 році вступив до ЛДПР. З вересня 2016 до 2017 року був заступником координатора Муромського відділення ЛДПР, а пізніше очолив його.
Займався бізнесом, працював у Муромській стрілочній компанії, потім — в Євразійській стрілочній компанії в Москві, де керував департаментом роботи з управліннями залізниць. За даними сайту EGRinf.com, Євразійська стрілочна компанія зареєстрована в 2017 році, її статутний капітал становить 10 тис. рублів, середня чисельність співробітників — 2 особи, основний рід діяльності — неспеціалізована оптова торгівля.
8 жовтня 2018 року новий губернатор Володимир Сипягін призначив представником виконавчої влади Володимирської області у Раді Федерації Олександра Пронюшкіна. Раніше, подаючи документи до виборчої комісії, Сипягін відповідно до вимог закону вказав трьох можливих сенаторів — крім Пронюшкіна, він тоді назвав помічника депутата Державної думи Василя Власова щодо роботи у Володимирській області Сергія Вікторовича Корнішова та редактора новинної стрічки ТОВ «МИГ» Іванкова І.
25 березня 2022 року повідомив про смерть 75-річного Володимира Жириновського, що згодом було спростовано самою партією та спікером Державної думи В'ячеславом Володіним, який запропонував Пронюшкіну скласти повноваження. Також, у пресслужбі МОЗ Росії заявили інформагенції ТАСС, що стан політика оцінюється як стабільний, лікарі продовжують надавати всю можливу медичну допомогу. Син Жириновського Олег Ейдельштейн також спростував інформацію щодо смерті батька.

## Особисте життя
Олександр Пронюшкін одружений, виховує двох дочок та сина.

## Санкції
Олександр Пронюшкін, як член Ради Федерації, який ратифікував рішення уряду «Договір про дружбу, співробітництво і взаємодопомогу між Російською Федерацією та Донецькою Народною Республікою та між Російською Федерацією та Луганською Народною Республікою». Пронюшкін Олександр є підсанкційною особою в багатьох країнах світу.
9 березня 2022 року доданий до санкційного списку Євросоюзу.
7 вересня 2022 року доданий до санкційного списку України.
30 вересня 2022 року доданий до санкційного списку США.